# Staines-upon-Thames

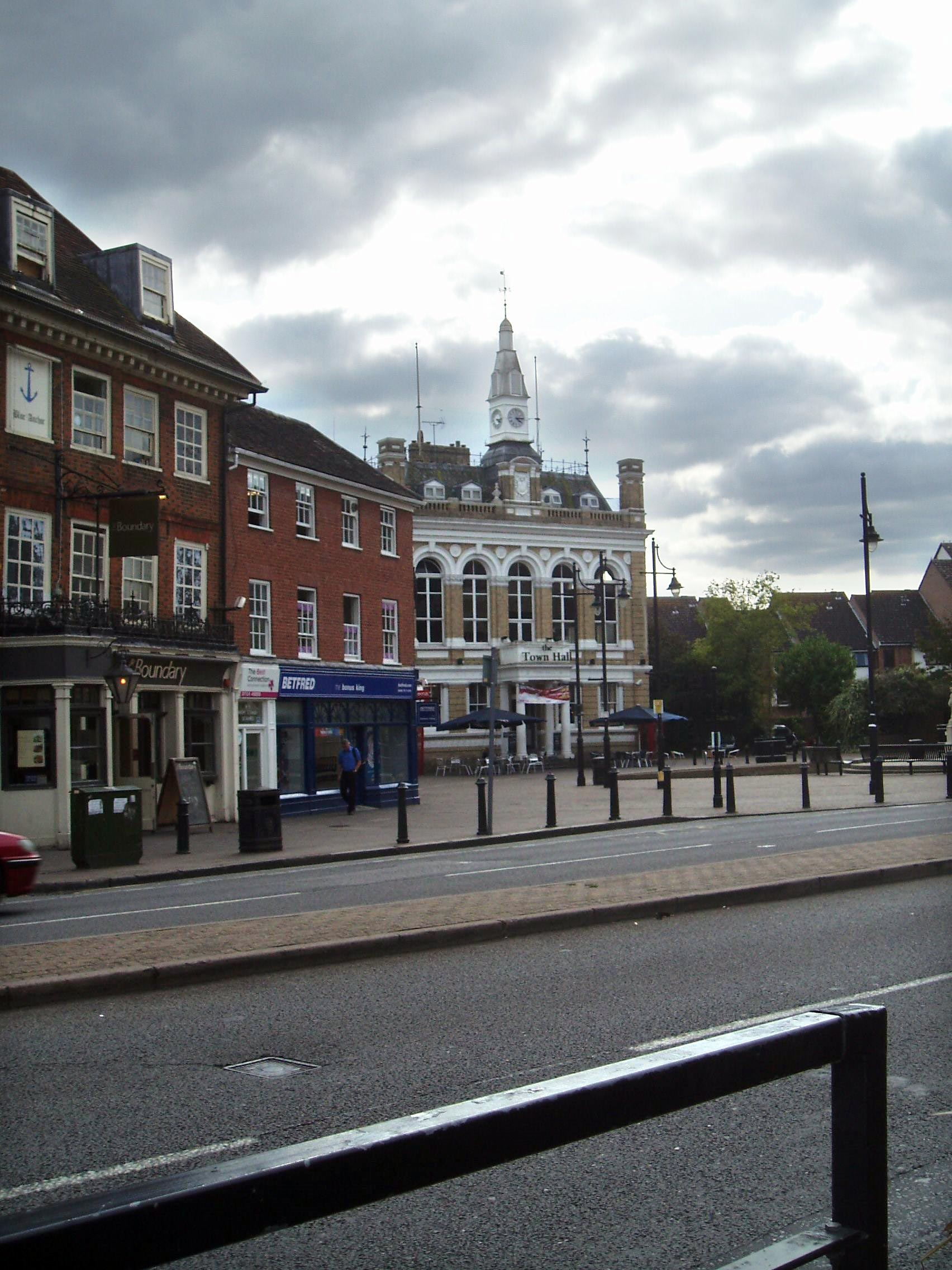
O Market Square em Staines-upon-Thames

Staines-upon-Thames, anteriormente Staines, é uma cidade às margens do rio Tâmisa, em Surrey, Inglaterra, dentro do bairro de Spelthorne. No assentamento romano de Pontibus, ou próximo a ele, tornou-se Stanes e depois Staines e em 2011 recebeu o nome atual. A cidade fica dentro dos limites históricos do condado de Middlesex, sendo transferida para Surrey em 1965. Em 2011, tinha 18.484 habitantes.[carece de fontes?]